# Charles Lee

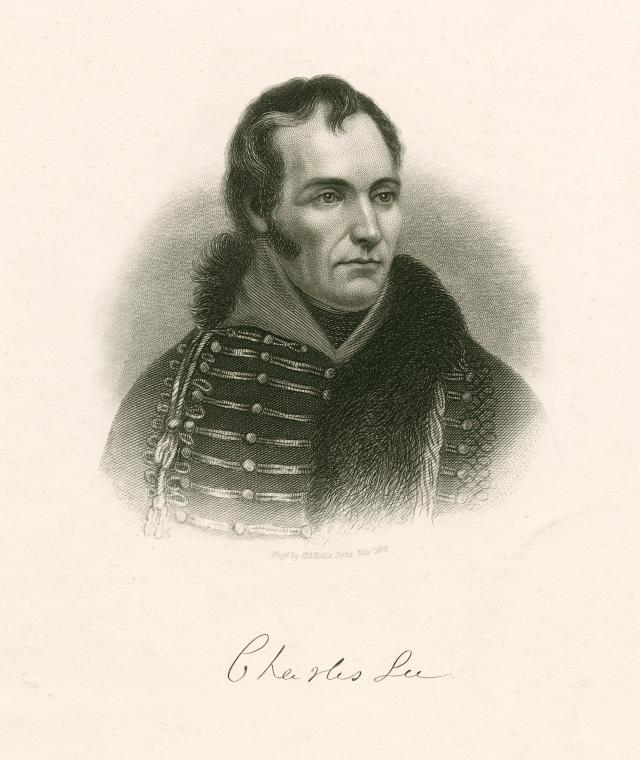

Charles Lee (Darnhall, 26 februari 1732 – Philadelphia, 2 oktober 1782) was een Brits-Amerikaanse militair en generaal in het Continentale Leger tijdens de Amerikaanse Onafhankelijkheidsoorlog. Hij was een controversieel figuur, bekend om zijn eigenzinnige gedrag, zijn rivaliteit met George Washington en zijn uiteindelijke val uit de gratie binnen het Amerikaanse leger.

## Vroege leven en militaire loopbaan

Wapen van Charles Lee

Charles Lee werd geboren in Engeland als zoon van kolonel John Lee. Hij werd opgeleid aan de prestigieuze Westminster School en begon op jonge leeftijd aan een militaire carrière. Tijdens de Zevenjarige Oorlog diende hij in Noord-Amerika als onderdeel van het Britse leger. Hij raakte gewond tijdens de Slag om Ticonderoga en ontwikkelde een grondige kennis van de Amerikaanse koloniën.
Na de oorlog reisde Lee door Europa en diende korte tijd in buitenlandse legers, waaronder die van Polen en Portugal. In deze periode verwierf hij ook de bijnaam "het waanzinnige genie" vanwege zijn excentrieke gedrag en uitgesproken meningen.

## Rol in de Amerikaanse Onafhankelijkheidsoorlog
Bij het uitbreken van de Amerikaanse Revolutie koos Lee de kant van de Amerikaanse kolonisten en bood zijn diensten aan het Continentale Congres aan. Hij werd in 1775 benoemd tot generaal-majoor in het Continentale Leger, na George Washington en Horatio Gates.
Lee zag zichzelf als een bekwamer commandant dan Washington en was teleurgesteld dat hij niet het opperbevel kreeg. Hij was aanvankelijk actief in het zuiden en verwierf enige populariteit onder troepen, hoewel zijn meningsverschillen met andere officieren toenamen.
In 1776 werd Lee gevangengenomen door de Britten in een taveerne in New Jersey. Tijdens zijn gevangenschap zou hij volgens sommige historici militaire plannen aan de Britten hebben doorgespeeld, hoewel dit onderwerp omstreden blijft. Hij werd in 1778 geruild en keerde terug naar het Amerikaanse leger.

## Slag bij Monmouth en schorsing
Lee kreeg in juni 1778 het bevel over een groot deel van het Continentale Leger tijdens de Slag bij Monmouth. Zijn optreden was chaotisch en wordt algemeen gezien als een mislukking: hij beval een onverwachte terugtrekking, wat leidde tot verwarring onder de troepen. Washington greep persoonlijk in en herstelde het moreel van het leger.
Na de slag werd Lee aangeklaagd wegens ongehoorzaamheid, wangedrag en beledigend gedrag tegenover de opperbevelhebber. Hij werd schuldig bevonden en voor één jaar geschorst. Zijn gedrag werd steeds grilliger, en na herhaalde aanvallen op het Congres en Washington werd hij definitief uit het leger gezet in 1780.

## Laatste jaren en overlijden
Na zijn ontslag trok Lee zich terug op zijn landgoed in Virginia. Hij leefde teruggetrokken, schreef polemieken en overleed in 1782 in Philadelphia, waarschijnlijk aan tuberculose. Hij werd begraven op de begraafplaats van Christ Church in Philadelphia.

## In populaire cultuur
Charles Lee verschijnt als personage in het videospel Assassin’s Creed III, waarin hij wordt afgebeeld als lid van de Orde der Tempeliers en een belangrijke antagonist. Hoewel gebaseerd op historische feiten, is zijn rol in het spel grotendeels fictief ingevuld.